# Brignoliella patmae
Espèce
Brignoliella patmae est une espèce d'araignées aranéomorphes de la famille des Tetrablemmidae.

## Distribution
Cette espèce est endémique de Sumatra en Indonésie. Elle se rencontre vers Harapan et le Bukit Duabelas.

## Description

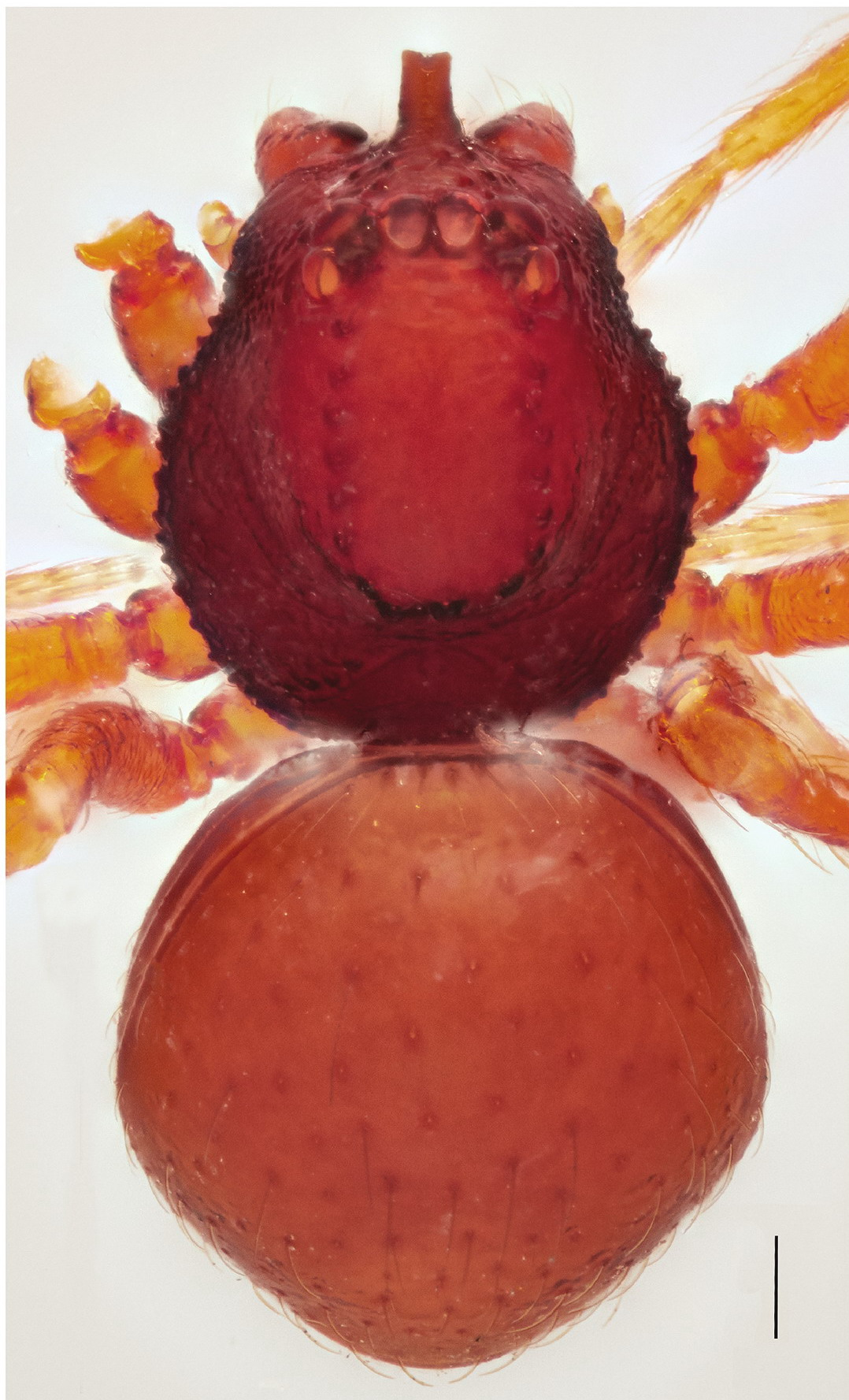
Brignoliella patmae ♂

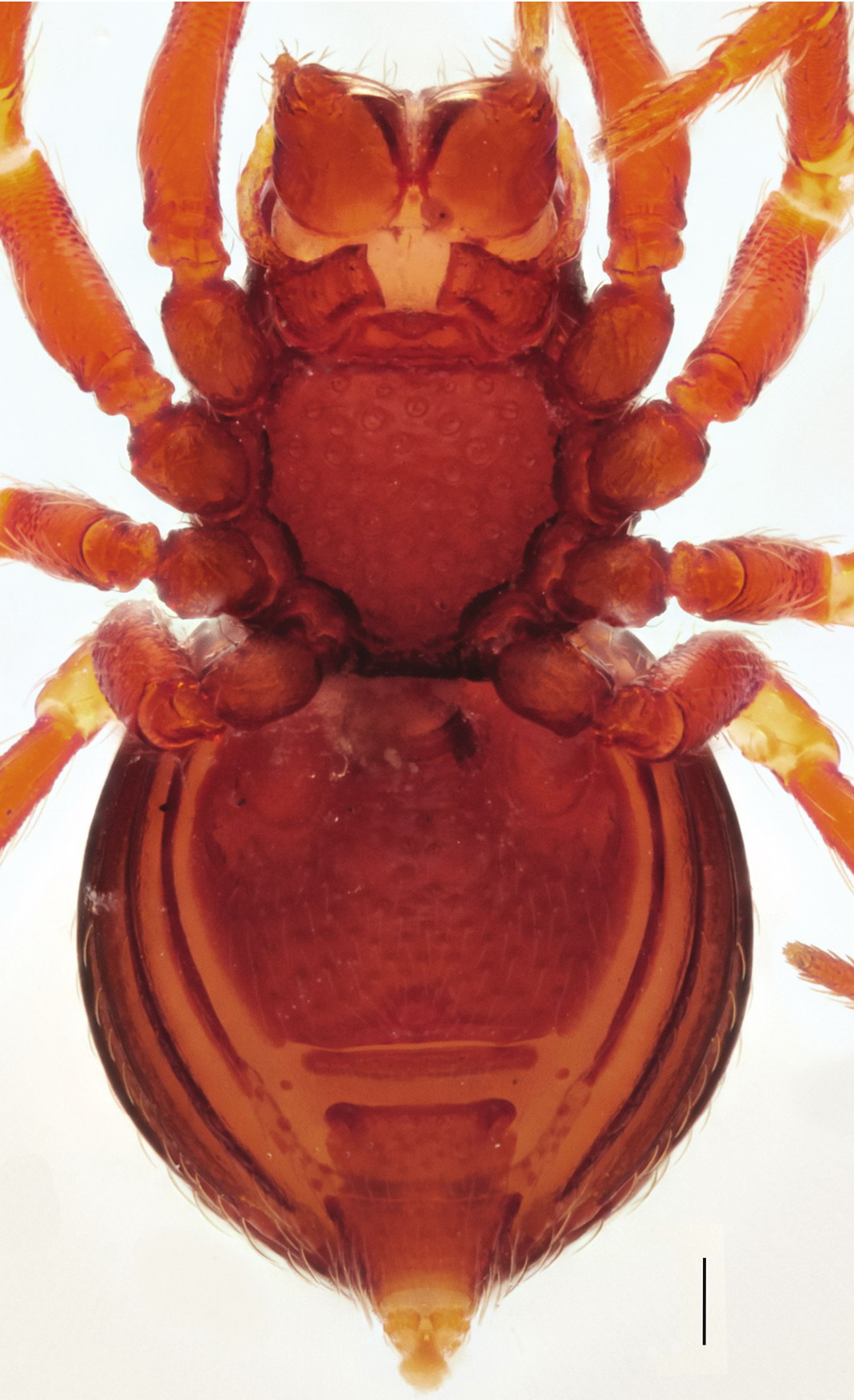
Brignoliella patmae ♀

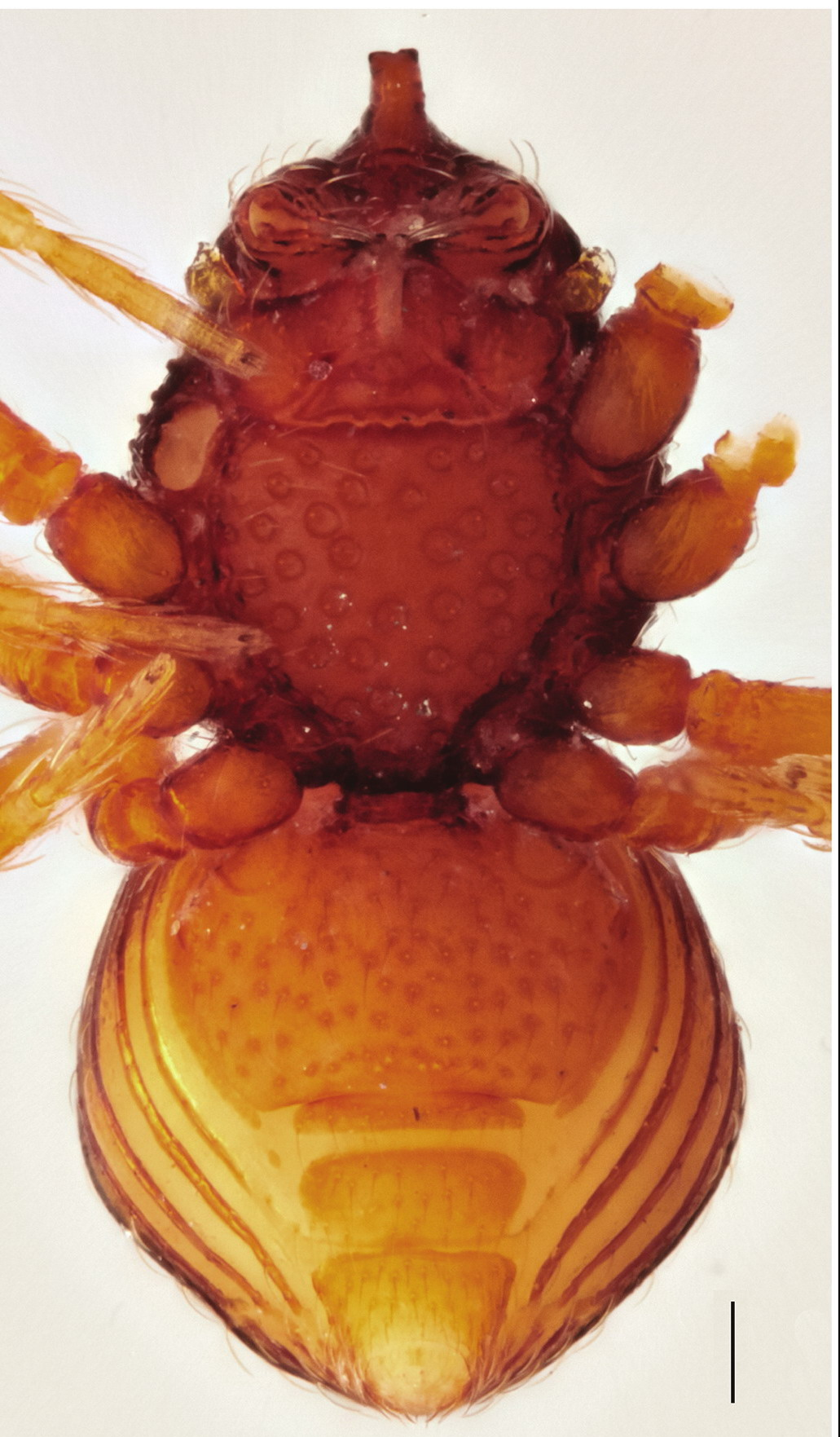
Brignoliella patmae ♂

Le mâle holotype mesure 1,33 mm et la femelle paratype 1,14 mm.

## Publication originale
- Fardiansah, Dupérré, Widyastuti, Potapov, Scheu & Harms, 2019 : Description of four newspecies of armoured spiders (Araneae, Tetrablemmidae) from Sumatra, Indonesia. ZooKeys, no 820, p. 95-118 (texte intégral).